# Église Saint-Ignace de San Francisco
Pour les articles homonymes, voir Église Saint-Ignace.
L'église Saint-Ignace (Saint Ignatius Church) est une église catholique de la ville de San Francisco en Californie, située sur le campus de l'Université de San Francisco. Dédiée à saint Ignace de Loyola, fondateur de la Compagnie de Jésus, l'église sert depuis 1994 d'église paroissiale et elle est administrée par les jésuites.

## Histoire

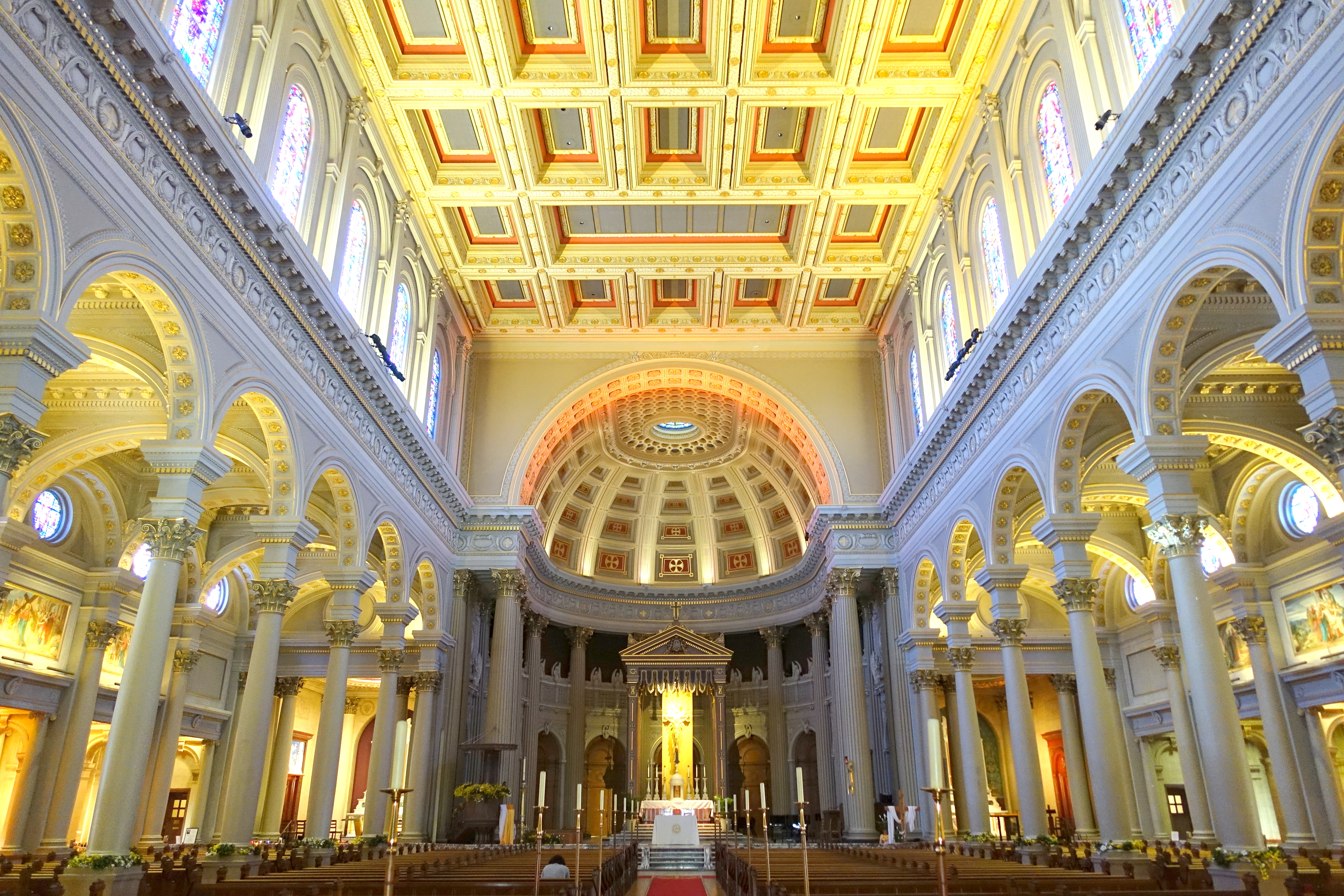
Intérieur

Cette église est la cinquième à avoir été construite à San Francisco. Elle remplace une petite église de bois construite à Market Street en 1855 avec sa petite école du nom de Saint Ignatius Academy : c'est le noyau de la future Université de San Francisco. La première église Saint-Ignace est démolie pour laisser place à une église de briques plus grande, ce qui attire un grand nombre de nouveaux paroissiens venus d'autres paroisses. Cela provoque un différend entre l'archevêque, Mgr Alemany (en), et le premier desservant jésuite de l'église, le R.P. Maraschi. L'archevêque prive l'église de son statut d'église paroissiale en 1863.
La troisième église Saint-Ignace est construite à côté du Saint Ignatius College en 1880 à l'angle de Hayes Street et de Van Ness Avenue. Elle peut accueillir 4 000 fidèles. Mais le nouveau collège universitaire et son église sont détruits par le terrible tremblement de terre de 1906.
Après ce séisme et l'incendie qui en a résulté, le collège est rapidement reconstruit à Hayes Street, à quelques encablures du site de Van Ness Avenue. La partie réservée à l'enseignement secondaire de ce collège est accueillie dans un bâtiment de bois biscornu surnommé « la fabrique de chemises » et y demeure une vingtaine d'années. L'église elle-même est reconstruite en 1912 à Fulton Street, à l'angle de Parker Avenue. Cette église imposante est de style italien. Cette cinquième église Saint-Ignace reçoit sa dédicace en 1914. Elle sert de chapelle à l'université. En 1994, elle retrouve son statut d'église paroissiale.

## Description

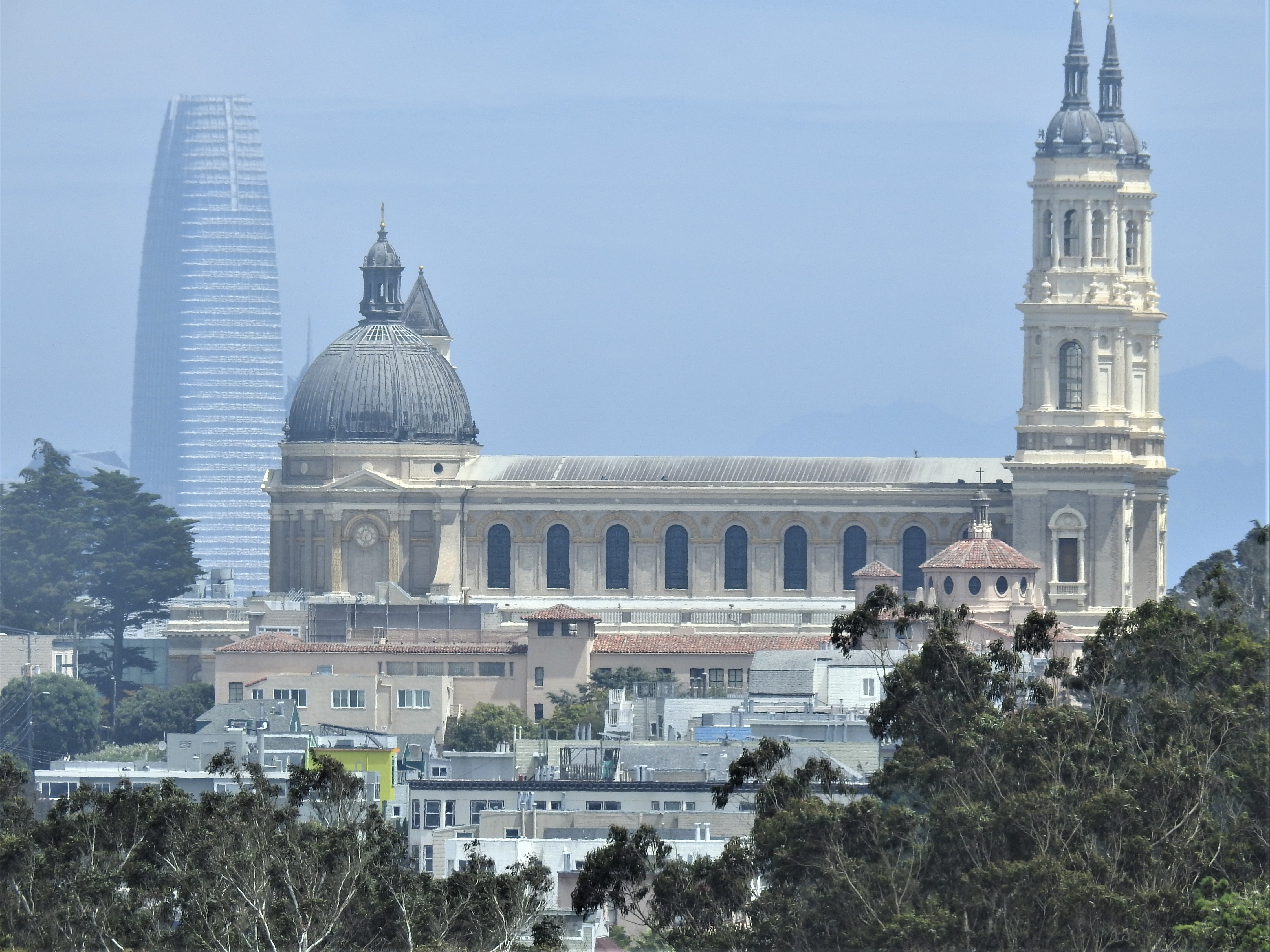
Vue de l'église avec au fond la Salesforce Tower, 2019

L'église Saint-Ignace présente un mélange de style Renaissance italienne et d'éléments baroques, selon un plan basilical. Bien que l'église ait survécu au séisme de Loma Prieta en 1989, sa structure a dû être renforcée afin de résister aux tremblements de terre. C'est l'une des églises les plus imposantes de la ville. On la remarque de loin car elle est située en haut d'une colline et elle domine le panorama de la ville de ses deux hautes flèches avec en fond la Salesforce Tower. 
À cause de la baisse de la pratique catholique, l'église a connu de graves problèmes financiers, la coupole menaçant ruine. Aussi son nouveau statut d'église paroissiale en 1994 lui a permis d'être restaurée, notamment grâce à l'action du R.P. Charles Gagan. Quatre anciennes chapelles de l'église ont été converties en galerie d'art contemporain et accueillent toute sorte d'artistes, dans ce qui est devenu la Manresa Gallery (galerie Manrèse).